# Benjamin Lock
Benjamin Lock (Harare, 4 marzo 1993) è un tennista zimbabwese.
Dal 2010 fa parte della squadra zimbabwese di Coppa Davis, dove ha disputato 45 incontri fra singolare e doppio, vincendone 33. Anche il fratello Courtney John è un tennista professionista.

## Carriera
Fa il suo esordio nel circuito ITF nel 2008 nelle qualificazioni di un torneo in Sud Africa. Negli anni seguenti è attivo principalmente nel circuito Junior, partecipando saltuariamente anche alle competizioni senior.
Nel 2010 viene convocato per la prima volta nella squadra zimbabwese di Coppa Davis, in occasione di un match del gruppo III contro il Botswana, vincendo con un netto 6-0 6-0.
Nel 2014 vince il primo titolo ITF in doppio e l'anno seguente in singolare.
Dopo due sconfitte in finale nel corso del 2018, nel 2020 ottiene il primo titolo in doppio nel circuito Challenger a Launceston in coppia con Evan King. Torna a vincere un titolo Challenger in doppio nel 2021 alla President's Cup I di Nur-Sultan in coppia con Hsu Yu-hsiou, con il quale la settimana dopo si aggiudica anche la President's Cup II.

## Statistiche
Aggiornate all'8 agosto 2021.

### Tornei minori

#### Singolare

##### Vittorie (7)
| Legenda tornei minori |
| Challenger (0)        |
| Futures (7)           |

| No. | Data              | Torneo                         | Superficie | Avversario in finale | Punteggio       |
| 1.  | 7 giugno 2015     | Mozambique F1, Maputo          | Cemento    | William Bushamuka    | 6-4, 6-4        |
| 2.  | 26 giugno 2016    | Zimbabwe F1, Harare            | Cemento    | Marc Polmans         | 5-7, 7-65, 7-5  |
| 3.  | 25 giugno 2017    | Zimbabwe F2, Harare            | Cemento    | Baptiste Crepatte    | 7-65, 6-2       |
| 4.  | 3 giugno 2018     | Zimbabwe F1, Harare            | Cemento    | Takanyi Garanganga   | 7-67, 6-2       |
| 5.  | 9 dicembre 2018   | South Africa F3, Stellenbosch  | Cemento    | Ruan Roelofse        | 63-7, 6-3, 6-2  |
| 6.  | 30 giugno 2019    | M15 Harare, Harare             | Cemento    | Takanyi Garanganga   | 6-4, 6-0        |
| 7.  | 29 settembre 2019 | M15 Johannesburg, Johannesburg | Cemento    | Alexander Donski     | 65-7, 6-3, 7-63 |

##### Sconfitte (8)
| No. | Data             | Torneo                       | Superficie  | Avversario in finale    | Punteggio    |
| 1.  | 24 luglio 2016   | Egypt F16, Sharm el-Sheikh   | Cemento     | Adam El Mihdawy         | 2-6, 4-6     |
| 2.  | 20 novembre 2016 | El Salvador F1, San Salvador | Cemento     | Marcelo Arévalo         | 2-6, 3-6     |
| 3.  | 19 febbraio 2017 | Turkey F6, Adalia            | Cemento     | Marc Sieber             | 3-6, 65-7    |
| 4.  | 17 giugno 2018   | Zimbabwe F3, Harare          | Cemento     | Takanyi Garanganga      | 1-6, 4-6     |
| 5.  | 18 novembre 2018 | Mozambique F2, Maputo        | Cemento     | Matías Franco Descotte  | 2-6, 3-6     |
| 6.  | 5 maggio 2019    | M15 Accra, Accra             | Cemento     | Ryan James Storrie      | 4-6, 4-6     |
| 7.  | 8 settembre 2019 | M15 Tabarka, Tabarka         | Terra rossa | Tomás Martín Etcheverry | 4-6, 1-6     |
| 8.  | 13 giugno 2021   | M15 Gaiba, Gaiba             | Erba        | Mats Rosenkranz         | 611-7, 65>-7 |

#### Doppio

##### Vittorie (30)
| Legenda tornei minori |
| Challenger (4)        |
| Futures (26)          |

| Numero | Data              | Torneo                                      | Superficie  | Compagno                | Avversari in finale                         | Punteggio           |
| 1.     | 16 novembre 2014  | USA F31, Niceville                          | Terra rossa | Jean-Yves Aubone        | Randy Blanco Tao Jun Nan                    | 6-1, 6-2            |
| 2.     | 19 giugno 2016    | Mozambique F2, Maputo                       | Cemento     | Courtney John Lock      | John Lamble Bernardo Saraiva                | 6-4, 6-3            |
| 3.     | 24 luglio 2016    | Egypt F16, Sharm el-Sheikh                  | Cemento     | Courtney John Lock      | Jarmere Jenkins Anderson Reed               | 3-6, 6-3, [10-8]    |
| 4.     | 12 marzo 2017     | Egypt F8, Sharm el-Sheikh                   | Cemento     | Francis Casey Alcantara | Chen Ti Sun Faying                          | 6-3, 67-7, [10-7]   |
| 5.     | 18 giugno 2017    | Zimbabwe F1, Harare                         | Cemento     | Nathaniel Lammons       | Mark Fynn Nicolaas Scholtz                  | 6-2, 6-3            |
| 6.     | 2 luglio 2017     | Zimbabwe F3, Harare                         | Cemento     | Nathaniel Lammons       | Baptiste Crepatte Thomas Setodji            | 7-64, 6-2           |
| 7.     | 5 novembre 2017   | Kuwait F1, Mishref                          | Cemento     | Robert Galloway         | Chandril Sood Lakshit Sood                  | 7-66, 7-5           |
| 8.     | 12 novembre 2017  | Kuwait F2, Mishref                          | Cemento     | Robert Galloway         | Baptiste Crepatte Lény Mitjana              | 6-3, 6-2            |
| 9.     | 19 novembre 2017  | Kuwait F3, Mishref                          | Cemento     | Robert Galloway         | Marc Dijkhuizen Darko Jandrić               | 6-2, 6-1            |
| 10.    | 26 novembre 2017  | South Africa F1, Stellenbosch               | Cemento     | Robert Galloway         | Peter Heller George von Massow              | 5-7, 6-2, [10-5]    |
| 11.    | 3 dicembre 2017   | South Africa F2, Stellenbosch               | Cemento     | Robert Galloway         | Michiel De Krom Ryan Nijboer                | 6-3, 6-3            |
| 12.    | 10 dicembre 2017  | South Africa F3, Stellenbosch               | Cemento     | Robert Galloway         | Jaime Pulgar-García Javier Pulgar-García    | 7-63, 64-7, [10-5]  |
| 13.    | 18 marzo 2018     | Egypt F9, Sharm el-Sheikh                   | Cemento     | Wilfredo González       | Alexander Erler Jaroslav Pospíšil           | 6-3, 6-4            |
| 14.    | 3 giugno 2018     | Zimbabwe F1, Harare                         | Cemento     | Courtney John Lock      | Anirudh Chandrasekar Vignesh Peranamallur   | 6-3, 6-0            |
| 15.    | 10 giugno 2018    | Zimbabwe F2, Harare                         | Cemento     | Courtney John Lock      | Connor Farren Milen Ianakiev                | 6-2, 6-3            |
| 16.    | 17 giugno 2018    | Zimbabwe F3, Harare                         | Cemento     | Courtney John Lock      | Jordan Parker Isaac Stoute                  | W/O                 |
| 17.    | 14 ottobre 2018   | Nigeria F5, Lagos                           | Cemento     | Courtney John Lock      | Tom Jomby Alexis Klégou                     | 3-6, 6-4, [10-7]    |
| 18.    | 11 novembre 2018  | Mozambique F1, Maputo                       | Cemento     | Courtney John Lock      | Luke Jacob Gamble Tyler Lu                  | 5-7, 6-3, [10-4]    |
| 19.    | 24 febbraio 2019  | M15 Sharm El Sheikh, Sharm el-Sheikh        | Cemento     | Courtney John Lock      | Ryan Nijboer Pablo Vivero Gonzalez          | 7-64, 65>-7, [11-9] |
| 20.    | 5 maggio 2019     | M15 Accra, Accra                            | Cemento     | Courtney John Lock      | Darryl Hale Niklas Johansson                | 6-4, 6-1            |
| 21.    | 30 giugno 2019    | M15 Harare, Harare                          | Cemento     | Courtney John Lock      | Martin Beran Joshua Paris                   | 6-3, 6-0            |
| 22.    | 29 settembre 2019 | M15 Johannesburg, Johannesburg              | Cemento     | Courtney John Lock      | Alexander Donski David Pichler              | 6-3, 6-4            |
| 23.    | 20 ottobre 2019   | M25+H Lagos, Lagos                          | Cemento     | Courtney John Lock      | William Bushamuka Aryan Goveas              | 6-4, 6-4            |
| 24.    | 10 novembre 2019  | M15 Maputo, Maputo                          | Cemento     | Courtney John Lock      | Jake Delaney Bruno Nhavene                  | 6-4, 6-3            |
| 25.    | 1 dicembre 2019   | M15 Monastir, Monastir                      | Cemento     | Aziz Dougaz             | Ondřej Krstev Jan Šátral                    | 6-7, 6-2, [10-8]    |
| 26.    | 9 febbraio 2020   | Launceston Tennis International, Launceston | Cemento     | Evan King               | Kimmer Coppejans Sergio Martos Gornés       | 3-6, 6-3, [10-8]    |
| 27.    | 4 aprile 2021     | M15 Monastir, Monastir                      | Cemento     | Aziz Dougaz             | Franco Agamenone Piotr Matuszewski          | 7-62, 3-6, [11-9]   |
| 28.    | 17 luglio 2021    | President's Cup I, Nur-Sultan               | Cemento     | Hsu Yu-hsiou            | Peter Polansky Serhij Stachovs'kyj          | 2-6, 6-1, [10-7]    |
| 29.    | 24 luglio 2021    | President's Cup II, Nur-Sultan              | Cemento     | Hsu Yu-hsiou            | Oleksii Krutykh Grigoriy Lomakin            | 6-3, 6-4            |
| 30.    | 30 agosto 2022    | Nonthaburi Challenger II, Nonthaburi        | Cemento     | Yuta Shimizu            | Francis Casey Alcantara Christopher Rungkat | 6–1, 6–3            |

##### Sconfitte (25)
| Numero | Data              | Torneo                                | Superficie | Compagno                | Avversari in finale                         | Punteggio          |
| 1.     | 5 luglio 2015     | Zimbabwe F3, Harare                   | Cemento    | Courtney John Lock      | Evan King Anderson Reed                     | 6-4, 4-6, [7-10]   |
| 2.     | 27 settembre 2015 | USA F27, Costa Mesa                   | Cemento    | Jean-Yves Aubone        | Mackenzie McDonald Martin Redlicki          | 2-6, 6-3, [5-10]   |
| 3.     | 26 giugno 2016    | Zimbabwe F1, Harare                   | Cemento    | Courtney John Lock      | Hugo Nys Andrea Vavassori                   | 3-6, 3-6           |
| 4.     | 10 luglio 2016    | Zimbabwe F3, Harare                   | Cemento    | Courtney John Lock      | Hugo Nys Vishnu Vardhan                     | 7-65, 4-6, [5-10]  |
| 5.     | 11 settembre 2016 | Egypt F23, Sharm el-Sheikh            | Cemento    | Alex Lawson             | Pedro Bernardi Mateo Nicolas Martinez       | 64-7, 3-6          |
| 6.     | 20 novembre 2016  | El Salvador F1, San Salvador          | Cemento    | Evan Song               | José Olivares Caio Silva                    | 6-7, 3-6           |
| 7.     | 5 marzo 2017      | Turkey F8, Meknès                     | Cemento    | Hong Seong-chan         | Pedro Bernardi Christopher Díaz Figueroa    | 6-2, 2-6, [10-12]  |
| 8.     | 26 marzo 2017     | Bahrain F1, Manama                    | Cemento    | Francis Casey Alcantara | Markus Eriksson Milos Sekulic               | 3-6, 1-6           |
| 9.     | 28 maggio 2017    | Spain F15, Santa Margarida de Montbui | Cemento    | Erik Crepaldi           | Nuno Deus João Monteiro                     | 3-6, 6-3, [7-10]   |
| 10.    | 25 giugno 2017    | Zimbabwe F2, Harare                   | Cemento    | Nathaniel Lammons       | Mark Fynn Nicolaas Scholtz                  | 6-3, 1-6, [7-10]   |
| 11.    | 9 luglio 2017     | Egypt F19, Sharm el-Sheikh            | Cemento    | Nathaniel Lammons       | Marat Deviatiarov Tomáš Papik               | 4-6, 6-1, [5-10]   |
| 12.    | 17 settembre 2017 | USA F30, Claremont                    | Cemento    | Evan Song               | Deiton Baughman Karue Sell                  | 4-6, 5-7           |
| 13.    | 28 gennaio 2018   | Turkey F3, Adalia                     | Cemento    | Nik Razboršek           | Timur Kiyamov Alexander Pavlioutchenkov     | 2-6, 1-6           |
| 14.    | 11 marzo 2018     | Egypt F8, Sharm el-Sheikh             | Cemento    | Robert Galloway         | Christopher Díaz Figueroa Wilfredo González | 4-6, 6-4, [10-12]  |
| 15.    | 6 maggio 2018     | Puerto Vallarta Open, Puerto Vallarta | Cemento    | Fernando Romboli        | Ante Pavić Danilo Petrović                  | 7-62, 4-6, [5-10]  |
| 16.    | 15 luglio 2018    | France F13, Ajaccio                   | Cemento    | Marat Deviatiarov       | Mick Lescure Yannick Mertens                | 5-7, 656-7         |
| 17.    | 19 agosto 2018    | Gwangju Open, Gwangju                 | Cemento    | Rubin Statham           | Nam Ji-sung Song Min-kyu                    | 7-5, 3-6, [5-10]   |
| 18.    | 18 novembre 2018  | Mozambique F2, Maputo                 | Cemento    | Courtney John Lock      | Luke Jacob Gamble Tyler Lu                  | 7-5, 3-6, [6-10]   |
| 19.    | 2 dicembre 2018   | South Africa F2, Stellenbosch         | Cemento    | Courtney John Lock      | Gábor Borsos Péter Nagy                     | 61-7, 2-6          |
| 20.    | 3 febbraio 2019   | M15 Sharm El Sheikh, Sharm el-Sheikh  | Cemento    | Courtney John Lock      | Enrico Dalla Valle Francesco Forti          | 65-7, 7-65, [7-10] |
| 21.    | 17 febbraio 2019  | M15 Sharm El Sheikh, Sharm el-Sheikh  | Cemento    | Courtney John Lock      | Michael Geerts Vladyslav Manafov            | 3-6, 610-7         |
| 22.    | 14 aprile 2019    | M15 Abuja, Abuja                      | Cemento    | Courtney John Lock      | Sadio Doumbia Fabien Reboul                 | 7-65, 3-6, [7-10]  |
| 23.    | 13 ottobre 2019   | M25+H Lagos, Lagos                    | Cemento    | Courtney John Lock      | Aziz Dougaz Skander Mansouri                | 64-7, 3-6          |
| 24.    | 24 novembre 2019  | M15 Monastir, Monastir                | Cemento    | Aziz Dougaz             | Zizou Bergs Francesco Vilardo               | 3-6, 4-6           |
| 25.    | 9 maggio 2021     | M15 Monastir, Monastir                | Cemento    | Aziz Dougaz             | Chung Yun-seong Shintaro Imai               | 3-6, 2-6           |